# كأس الكاميرون
كأس الكاميرون (بالفرنسية: Coupe du Cameroun)‏، هي بطولة رسمية لكرة القدم في الكاميرون ، أسسها الاستعمار الفرنسي في الكاميرون سنة 1941م ، وأكملها اتحاد الكاميروني لكرة القدم بعد الاستقلال سنة 1960م.

## وصلة خارجية
- RSSSF competition history